# Płonino
Płonino (niem. Karlshagen) – osada w Polsce położony w województwie zachodniopomorskim, w powiecie kołobrzeskim, w gminie Rymań. Miejscowość wchodzi w skład sołectwa Rzesznikowo.